# Stereospermum
Stereospermum is een geslacht van bomen uit de trompetboomfamilie (Bignoniaceae). De soorten komen voor in tropisch Afrika, op Madagaskar, het Indisch subcontinent, Zuidoost-Azië en China.

## Soorten
- Stereospermum acuminatissimum K.Schum.
- Stereospermum angustifolium Haines
- Stereospermum annamense Dop
- Stereospermum arcuatum H.Perrier
- Stereospermum boivini (Baill.) H.Perrier
- Stereospermum chelonoides (L.f.) DC.
- Stereospermum cylindricum Pierre ex Dop
- Stereospermum binhchauensis VS Dang
- Stereospermum euphorioides DC.
- Stereospermum fimbriatum (Wall. ex G.Don) DC.
- Stereospermum harmsianum K.Schum.
- Stereospermum hildebrandtii (Baill.) H.Perrier
- Stereospermum kunthianum Cham.
- Stereospermum leonense Sprague
- Stereospermum longiflorum Capuron
- Stereospermum nematocarpum (Bojer) DC.
- Stereospermum neuranthum Kurz
- Stereospermum rhoifolium (Baill.) H.Perrier
- Stereospermum strigilosum C.Y.Wu
- Stereospermum tetragonum DC.
- Stereospermum tomentosum H.Perrier
- Stereospermum undatum H.Perrier
- Stereospermum variabile H.Perrier
- Stereospermum zenkeri K.Schum. ex De Wild.

... · 
Campsis (Trompetklimmer) · 
Catalpa (Trompetboom) · 
Crescentia · 
Kigelia · 
Martinella · 
Spathodea · 
Stereospermum · 
...